# Puertas de madera de Las Novevades
L'escultura urbana coneguda pel nom Puertas de madera de las Novedades, ubicada al cantó del carrer Gil de Jaz amb Ventura Rodríguez, front l'Hotel de la Reconquista, a la ciutat d'Oviedo, Principat d'Astúries, Espanya, és una de les més d'un centenar que adornen els carrers de l'esmentada ciutat espanyola.
El paisatge urbà d'aquesta ciutat, es veu adornat per obres escultòriques, generalment monuments commemoratius dedicats a personatges d'especial rellevància en un primer moment, i més purament artístiques des de finals del segle xx.
L'escultura, feta de fusta, és obra de Fernando Alba Álvarez, i està datada 1973.
Es tracta de les portes d'accés a la tancada botiga de Les Novetats, famosa botiga Oviedo dedicada especialment a roba de la llar que va tancar el negoci l'any 2009.
Són unes funcionals portes de fusta de cedre, la relativa facilitat per modelar i tallar combina amb la seva resistència a les inclemències del temps. Interiorment la seva estructura és molt simple, ja que estan basades en dos vares d'acer a la part baixa i superior, que queden ocultes per la fusta. A partir d'aquesta estructura, l'autor va col·locar diverses planxes i els va donar la forma prevista. Hi ha un mecanisme, format per rodaments, que permet que aquests fulls, d'uns 400 quilos de pes, cadascuna, es desplacin amb suavitat i delicadesa, la qual cosa li confereix a l'obra una gran lleugeresa.